# Dirty Pretty Things (banda)
Dirty Pretty Things fue un grupo de indie rock y garage rock liderado por Carl Barât. 
La formación del grupo se anunció en septiembre de 2005, después de que The Libertines se hubieran separado en 2004 por causa de altercados entre Carl Barât y Pete Doherty. Barât había hecho algunos trabajos con Vertigo Records y ya había revelado que su nuevo proyecto estaba con la discográfica. Didz Hammond anunció la salida de su anterior grupo The Cooper Temple Clause para unirse al grupo junto con los anteriores miembros de The Libertines el baterista Gary Powell y el guitarrista Anthony Rossomando, quien había sustituido a Doherty tras su expulsión de The Libertines.
Dirty Pretty Things tocaron sus primeros conciertos en octubre de 2005 en Italia y París, Francia.
Inicialmente, el nombre tuvo varios problemas. Un cuarteto de Salisbury había estado tocando bajo el nombre de "Dirty Pretty Things" desde enero de 2005, alegando su registro en el Reino Unido; ambos grupos llegaron a un acuerdo, y la banda se renombró Mitchell Devastation. Una banda australiana tocaba bajo "Dirty Pretty Things" desde el 2003, aunque también decidió cambiar su nombre. El nombre surgió de los bolos en solitario por los clubes londinenses, y su propio local, renombrados "Bright Young Things" para evitar confusiones.
En noviembre de 2008 se disolvió el grupo. Una de las razones fue que el segundo disco no alcanzó tanto éxito como el primero, aunque probablemente la ruptura se debió a la intención de algunos de los componentes de iniciar proyectos en solitario.

## Waterloo to Anywhere
El álbum de debut, "Waterloo to Anywhere", salió a la venta el 8 de mayo de 2006, alcanzando el número 3 en las listas de ventas británicas, y una buena acogida musical. El primer sencillo del disco, "Bang Bang, You're Dead", había salido el 24 de abril y alcanzó el número cinco en la lista de singles en su primera semana. El siguiente sencillo, "Deadwood", salió el 10 de julio de 2006 alcanzando el número 20. El tercer sencillo, "Wondering", vio la luz el 25 de septiembre del mismo año, alcanzando el número 34.
En octubre de 2006, la banda sacó un DVD, Puffing On a Coffin Nail, que incluía dos horas y media de conciertos y documentales.

## Muestra de audio
- Muestra de 29 segundos del estribillo de "Bang Bang You're Dead"

## Discografía

### Álbumes
- Waterloo_to_Anywhere, 2006.
- Romance at Short Notice, 2008.

### Sencillos
| Año  | Título                  | Puestos en las listas | Puestos en las listas | Puestos en las listas     | Álbum                |
| Año  | Título                  | UK Singles Chart      | UK Download Chart     | US Modern Rock            | Álbum                |
| ---- | ----------------------- | --------------------- | --------------------- | ------------------------- | -------------------- |
| 2006 | "Bang Bang You’re Dead" | #5                    | #4                    | -                         | Waterloo to Anywhere |
| 2006 | "Deadwood"              | #20                   | -                     | -                         | Waterloo to Anywhere |
| 2006 | "Wondering"             | #34                   | -                     | -                         | Waterloo to Anywhere |
| 2008 | "Tired of England"      | -                     | -                     | "Romance at Short Notice" |                      |

### DVD
- Puffing on a Coffin Nail - Live at the Forum

### Vídeos  Musicales
- Bang Bang You’re Dead por Giorgio Testi
- Deadwood por Barney Clay
- Wondering